# المرأة في الشطرنج
تكون بطولات الشطرنج عادةً مفتوحة لجميع المشاركين بغض النظر عن الجنس. هناك عدد قليل جدًا من البطولات الدولية في لعبة الشطرنج تكون مخصصة للمشاركين من الرجال فقط، كما ان هناك القليل من البطولات الطولية التي تكون مخصصة لمشاركة النساء فقط، والتي من أبرزها بطولة العالم للسيدات في الشطرنج، وأولمبياد الشطرنج للسيدات. تشمل بطولة العالم للناشئين في الشطرنج، وبطولة الشطرنج العالمية للشباب بطولات متزامنة للفتيات في مختلف الفئات العمرية. تقيم بعض الدول بطولة وطنية منفصلة للسيدات بالإضافة إلى البطولة الوطنية للعبة الشطرنج والتي تكون مفتوحة لكلا الجنسين.

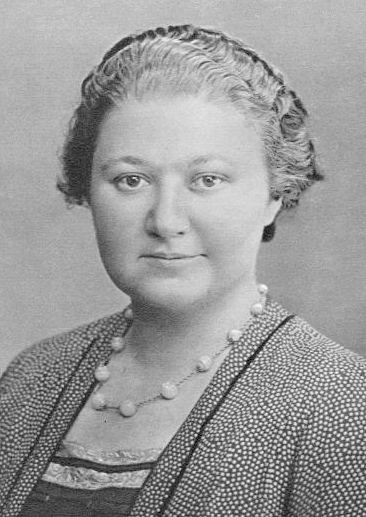
فيرا مينشيك أول بطلة لشطرنج السيدات في العالم في عام 1927

أقيمت أول بطولة عالمية للشطرنج للسيدات في عام 1927، وفازت بها فيرا مينشيك. كانت جو وينجون هي آخر من فاز بلقب هذه البطولة، وتُعدّ لاعبة الشطرنج هو ييفان هي المصنفة الأولى عالميّاً في اللعبة بعد فوزها بالبطولة لثلاث مرات، إلا أنها رفضت المشاركة في البطولة منذ عام 2016.

## المرأة في مجال تدريب لعبة الشطرنج
كانت سوزان بولجار بصفتها المدربة الرئيسية لفريق الشطرنج الأمريكي تكساس تيك نايت ريدرز أول امرأة تقود فريق الشطرنج الأول للرجال إلى النهائي الرابع في عام 2010. ثم فاز الفريق في أبريل 2011 بكأس الرئيس للشطرنج، ممّا جعل بولغار أول مدربة رئيسية تقود فريق الشطرنج للرجال من القسم الأول إلى اللقب الوطني.

## الفروق ما بين الجنسين في لعبة الشطرنج

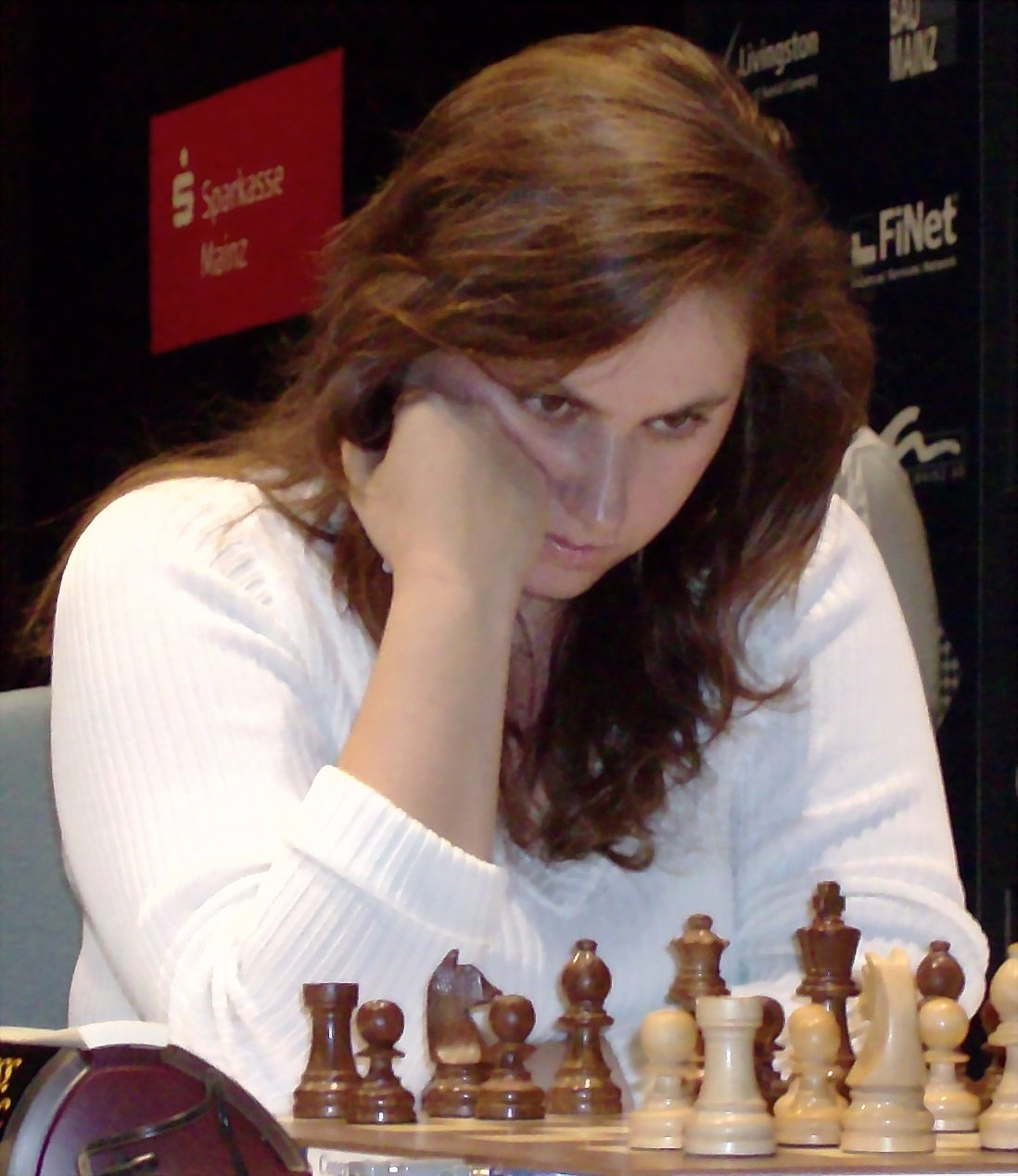
جوديت بولغار عام 2008

تُعتبر جوديت بولغار أقوى لاعبة شطرنج على الإطلاق. كانت جوديت بولغار في وقت من الأوقات ثامن أفضل لاعبة شطرنج في العالم، وكانت واحدة من بين ثلاث لاعبات شطرنج صُنّفن ضمن أفضل 100 لاعب شطرنج في العالم، وهن مايا تشيبوردانيدزي، وجوديت بولغار، وهو ييفان.
أشار تحليل إحصائي لتصنيف اللاعبين الألمان ورد في مقال يعود إلى عام 2009 وكتبه كلّ من ميريام بيلاليتش، وكيران سمالبون، وبيتر ماكليود، وفرناند جوبت إلى أنّه على الرغم من أن الرجال الأعلى تصنيفاً في لعبة الشطرنج كانوا أقوى من النساء الأعلى تصنيفاً (بفارق يزيد عادةً عن 200 نقطة)، إلا أن هذا الفارق يُعزى إلى حد كبير من إلى أن أعداد اللاعبات النساء التي شملتها الإحصائيات كانت أقل نسبيًا من اللاعبين الذكور (فقط واحدة من بين كل ستة عشر من اللاعبين الألمان المصنّفين كانت من النساء).
لخص عالم النفس وعالم الأعصاب وي جي ما في عام 2020 حالة قلة عدد لاعبات الشطرنج النساء بأنه لا يوجد حالياً أي دليل علميّ على وجود اختلافات بيولوجيّة بين الجنسين في القدرة على لعب الشطرنج، لكن هذا لا يعني أن مثل هذه الاختلافات لا توجد بالضرورة.

### أسباب الاختلافات بين الجنسين في تصنيف لعبة الشطرنج
تكهّن بعض لاعبو الشطرنج رجالاً ونساءاً بأسباب الفجوة بين الجنسين في إحصائيات لعبة الشطرنج. اعتقدت بعض اللاعبات أن السبب الرئيسي هو التوقّعات الثقافية والتحيّز. وذكرت جينيفر شهاد، وهي مديرة برنامج اللاعبات في اتحاد الشطرنج الأمريكي، إن هناك عددًا كبيرًا من الفتيات في الاتحاد الأمريكي للشطرنج تتراوح أعمارهن بين 12 و13 عاماً لا يلقين الدعم الكافي لمواصلة التقدم في اللعبة بسبب عدم وجود شبكة اجتماعيّة داعمة للفتيات في هذا سن للعب الشطرنج. وقالت بولغار إن المجتمع وبعض الآباء قد يثبطون من رغبة لاعبات الشطرنج الشابات في التحسّن، وأن الطموح المنخفض غالباً ما يعوق النساء ويدفعهم إلى اختيار المنافسة في البطولات النسائية بدلاً من البطولات المفتوحة لكلا الجنسين. ورأت جوفانكا هوسكا، وهي معلمة دولية والمديرة الكبرى، أن الثقة المفرطة لدى الأولاد تمنحهم مزية إضافية على الفتيات.
في دراسة أجريت في جامعة بادوفا عام 2007، تمت مقارنة اللاعبين الذكور والإناث ذوي القدرات المماثلة مع بعضهم البعض في ألعاب الشطرنج عبر شبكة الإنترنت. فوُجد أنّه عندما لم يكن اللاعبون على دراية بجنس خصمهم، فازت اللاعبات بأقل من نصف مبارياتهن. وعندما تم إخبار اللاعبات بأن خصمهن ذكر، أصبحن يلعبن بشكل أقل عدوانية، وفازت اللاعبات بحوالي مباراة واحدة من بين كل 4 مباريات. ولكن عندما تم إخبار اللاعبات بأن خصومهن من الإناث، على الرغم من كونهن ذكوراً في واقع الأمر، كُن يلعبن بعدوانية مثل اللاعبين الذكور وفازت اللاعبات بحوالي مباراة واحدة من كل مباراتين. رأى الباحثون بأن الصور النمطية الشائعة في المجتمع بين الجنسين ربما دفعت اللاعبات إلى تقليل احترامهن لذاتهن وثقتهن بأنفسهن عندما يعرفن أنهن يلعبن امام لاعبين ذكور، مما جعلهن يلعبن بشكل دفاعي مما أدى إلى تدهور أدائهن.
علق بعض اللاعبين الذكور على أداء اللاعبات النساء في مباريات لعبة الشطرنج، فرفض بوبي فيشر في مقابلة أجريت معه عام 1963 فكرة تساوي قدرات الجنسين في هذه اللعبة ووصف اللاعبات بالمروعات زاعماً أنّهم لسن أذكياء. كما رأي الأستاذ الكبير نايجل شورت في عام 2015 أن أداء اللاعبين الذكور أفضل لأن الرجال والنساء كانوا لديهم مهارات مختلفة، وقوبل هذا الرأي بالكثير من الجدل في أوساط اللعبة.

## التحيز الجنسي في لعبة الشطرنج
ذكرت ثلاثة لاعبات شطرنج، وهن بولغار، وشحادة، وهوسكا، أنهن واجهن تحيّزاً على أساس الجنس أثناء ممارستهم للعبة الشطرنج تضمن تعليقات الاستخفاف بقدراتهم، ورفض بعض خصومهم لمصافحتهن، والتعليقات المزعجة عبر شبكة الإنترنت من الأشخاص الذين يتساءلون عما إذا كانت الفتيات والنساء يصلحن للعب لعبة الشطرنج.

## تاريخ المرأة مع لعبة الشطرنج

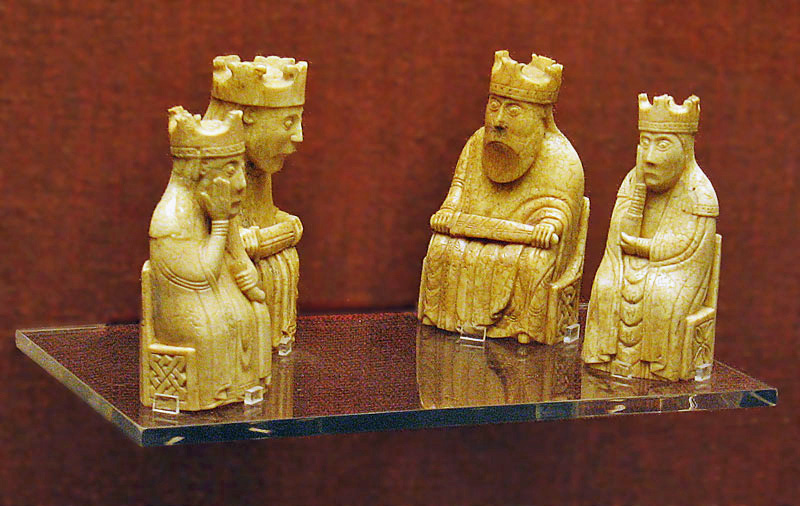
قطع لويس الشطرنجية معروضة في المتحف البريطاني

يعتقد بعض المؤرخون أن مارجريت أدرويت هي أول من صنغ قطع لويس الشطرنجية في القرن الثاني عشر. تدعم الكاتبة الأمريكية نانسي ماري براون أيضاً هذا الادعاء في كتابها الصادر عام 2015 بعنوان إيفوري فايكنغز، لغز أشهر شطرنج في العالم والمرأة التي صنعتهم. كما أكّد كل من جودموندور ثورارينسون، وهو مهندس مدني وعضو سابق في البرلمان الأيسلندي، وآينار س. أينارسون الرئيس السابق لشركة فيزا أيسلندا وصديق بطل الشطرنج المصنف عالمياً بوبي فيشر في مؤتمر عُقد في متحف اسكتلندا الوطني في عام 2010 حول قطع شطرنج لويس أن مارغريت أدرويت هي من صنعهم. وتشير الأدلة التاريخية التي يعود عمرها إلى القرون الوسطى إلى أن ماكالدا دي سكاليتا ربما كانت أول شخص في صقلية تعلم كيفية لعب الشطرنج.
وفي بريطانيا، تشير إحدى اللافتات الموجودة في برج لندن إلى أن الملكة إليزابيث الأولى، والتي عاشت منذ عام 1533، وحتى عام 1603، كانت تلعب لعبة الشطرنج بشكل جيد للغاية. كما كان السياسي الأمريكي بنجامين فرانكلين، والذي عاش منذ عام 1706 حتى عام 1790، يلعب الشطرنج مع نساء من سيدات المجتمع في باريس مثل دوقة بوربون باتيلد دورليان، والتي كانت لاعبة شطرنج بارعة بحسب رواية الرئيس الأمريكي توماس جيفرسون.

### في بطولات لعبة الشطرنج
أقيمت أول بطولة نسائية للعبة للشطرنج في العالم عام 1884 برعاية جمعية ساسكس للشطرنج. وأقيمت أول بطولة دولية للشطرنج للسيدات عام 1897، وفازت بها ماري روج. وأصبحت ماريا تيريزا مورا في عام 1922 أول امرأة تفوز ببطولة الشطرنج الكوبية. وفازت فيرا مينشيك بأول بطولة عالمية للشطرنج للسيدات في عام 1927. كانت ليودميلا رودينكو في عام 1950 هي أول لاعبة شطرنج دولية. وفي نفس العام أصبحت شانتال تشودي دي سيلانس أول امرأة تشارك في بطولة أولمبياد لعبة الشطرنج، وأقر الاتحاد الدولي للعبة الشطرنج في العام ذاته منح لقب الأستاذية العالمية في لعبة الشطرنج للنساء لأول مرة في تاريخه.
أقيمت أول بطولة أولمبياد للشطرنج للسيدات في عام 1957 وفاز بها فريق الاتحاد السوفيتي. ظهرت ليزا لين على غلاف مجلة الرياضة المصورة في إصدار 7 أغسطس 1961، مما جعلها أول لاعبة شطرنج على الإطلاق تظهر صورتها على غلاف المجلة.
وفي عام 1976، كانت روهيني خاديلكار أول امرأة تنافس في بطولة الشطرنج الهندية للرجال، وتسبّبت مشاركتها في مسابقة مخصصة للذكور في إثارة ضجة أدّت إلى أن تناقش المحكمة العليا للإتحاد العالمي للشطرنج أمر مشاركة اللاعبات النساء في منافسات الرجال، وصدر في النهاية قرار رئيس الاتحاد العالمي للشطرنج ماكس إيوي بأنه لا يمكن منع النساء من المشاركة في البطولات الوطنية والدولية.
أضاف الاتحاد الدولي للشطرنج في عام 1976 إلى سلسلة الألقاب التي يمنحها للاعبين المصنفين عالميّاً لقب الأستاذة الدولية الكبرى، وكانت نونا جابرينداشفيلي هي أول امرأة تنال لقب الأستاذة الدولية الكبرى في عام 1978. وفي نفس العام 1978 أضاف الاتحاد الدولي للشطرنج إلى قائمة ألقابه أيضاً لقب الأستاذة الاتحادية. قرر الاتحاد بعد ذلك في عام 1986 منح 100 نقطة إضافية وفق نظام تصنيف إلو لجميع اللاعبات النشطات دوليّاً في لعبة الشطرنج باستثناء سوزان بولغار، والتي كانت خارج قائمة الاتحاد التصنيفية لشهر يناير عام 1987. لم تكن قواعد الاتحاد الدولي للشطرنج تضع تصنيفات اللاعبات من النساء ضمن تصنيفات اللاعبين الرجال، لأن اللاعبات كن يميلن بطبيعة الحال إلى المشاركة في البطولات المخصصة للنساء فقط، ولكن جوديت بولغار كانت استثناءاً لهذه القاعدة حيث كانت تلعب بشكل أساسي ضد الرجال في ذلك الوقت.
كانت جوديت بولغار أول امرأة تنال لقب أصغر أستاذة كبرى في لعبة الشطرنج في العالم عام 1991. وفي عام 1993 أصبحت جوديت بولغار أول امرأة تتأهل للبطولة العالمية للشطرنج بين المناطق الجغرافية. وفي عام 1996 كانت جوديت بولغار أول امرأة يتم تصنّف من بين أفضل عشرة لاعبي شطرنج في العالم. كانت جوديت بولغار أيضاً أول امرأة تفوز ببطولة الولايات المتحدة المفتوحة للشطرنج في عام 1998 بالمشاركة مع بوريس جولكو حيث خرج كل منهما في مبارياته بنتيجة 8-1. أضاف الاتحاد الدولي للشطرنج في عام 2002 إلى قائمة ألقابه للاعبات الشطرنج المصنفات دوليّاً لأول مرة لقب الأستاذة المرشّحة. وفي نفس العام كانت جوديت بولغار أول لاعبة تهزم المصنف الأول عالميا في المباراة التي فازت فيها على جاري كاسباروف.
وفي عام 2005، أصبحت جوديت بولغار أول لاعبة تشارك في بطولة عالمية محدودة النطاق للشطرنج، وهي بطولة الاتحاد الدولي للشطرنج لعام 2005، والتي كانت مكونة من 8 لاعبين فقط. كانت جوديت قد شاركت من قبل في العديد من البطولات العالمية الكبيرة التي يزيد عدد المشاركين فيها عن 100 لاعب من أنحاء العالم.
كانت سوزان بولغار أول امرأة تفوز ببطولة بليتز المفتوحة للشطرنج في الولايات المتحدة الأمريكية في عام 2003، وأصبحت بفوزها أول امرأة يطلق عليها اتحاد الشطرنج في الولايات المتحدة لقب الأستاذة الكبرى للعام.
كانت الكسندرا كوستينيوك أول امرأة تفوز ببطولة الشطرنج السويسرية للرجال في عام 2013.